# Peter Lanz

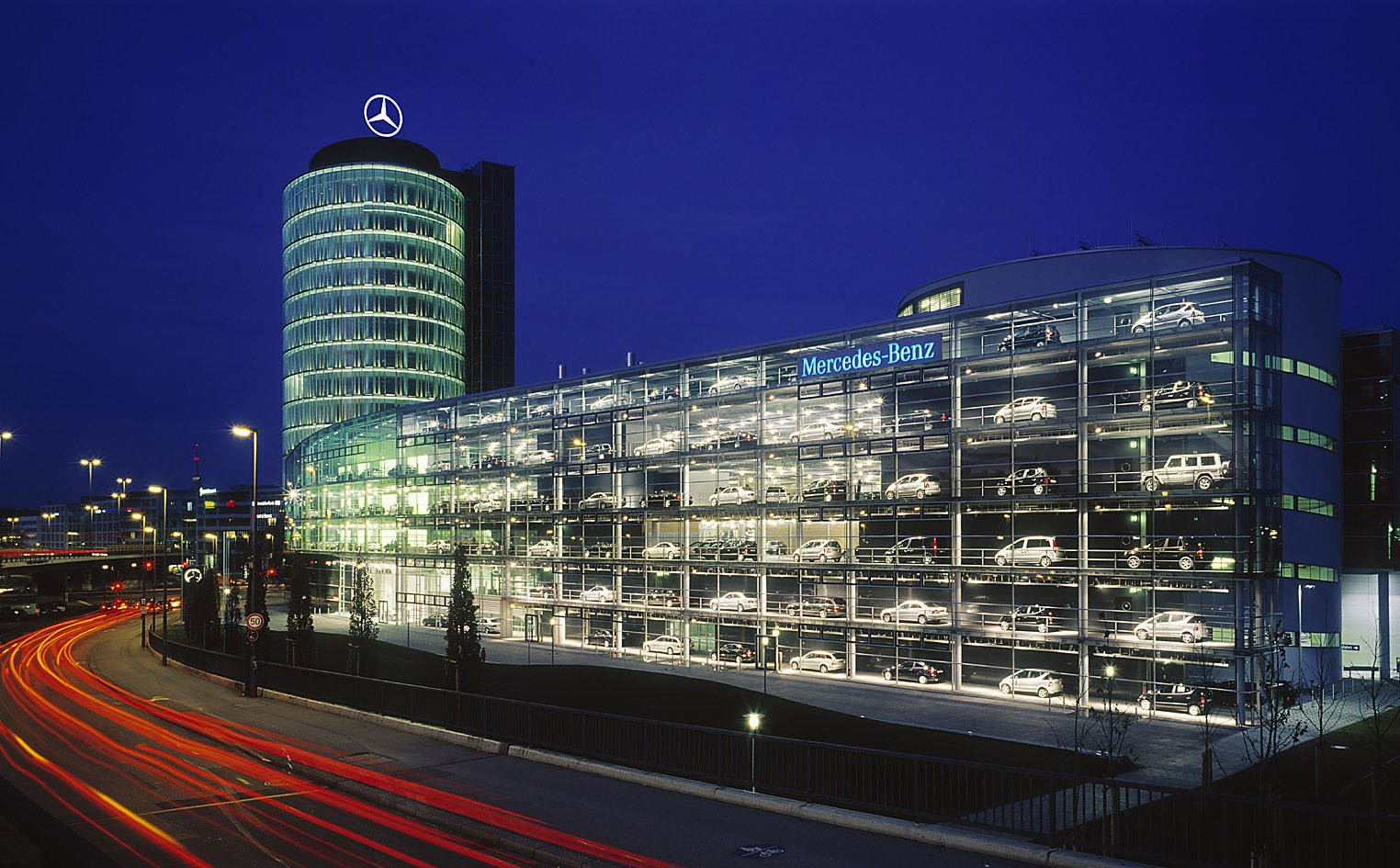
Mercedes-Benz Center München

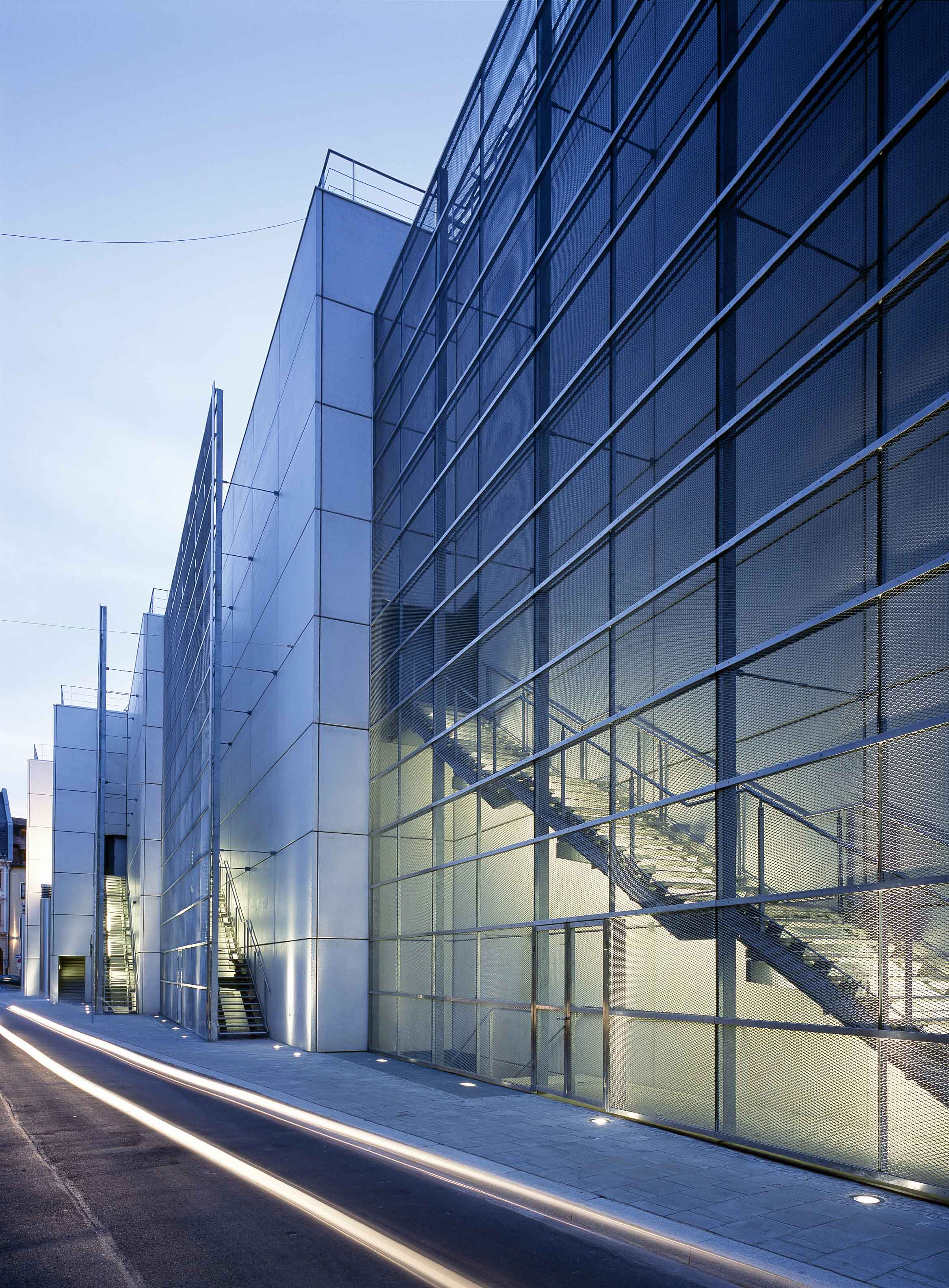
Mathäser Kino München

Münchener Hypothekenbank eG

Mariott Courtyard Hotel Berlin

Peter Lanz (* 27. Mai 1930 in Berlin) ist ein deutscher Architekt.

## Leben
Peter Lanz, als Sohn eines Rechtsanwalts und Notars in Berlin-Charlottenburg geboren, studierte ab 1951 an der Staatsbauschule in München Architektur. 1954 schloss er dort als Jahrgangsbester ab. Er arbeitete zunächst bei Sep Ruf und studierte Architektur an der Technischen Universität München. Nach dem Diplom 1958 gründete er nach ersten Wettbewerbserfolgen ein eigenes Büro.
Neben umfangreicher Planungs- und Bautätigkeit war Peter Lanz unter anderem bayerischer Landesvorsitzender und Präsidiumsmitglied im Bund Deutscher Architekten (BDA), Mitglied des Bayerischen Senats (1986–2000), der Münchener Stadtgestaltungskommission sowie Vorstandsmitglied der Bayerischen Architektenkammer. Von 1992 bis 2002 war Lanz Präsident des Verbandes der Freien Berufe in Bayern, seit 2003 ist er deren Ehrenpräsident.
Neben mehreren BDA-Preisen wurden die Bauten von Peter Lanz viermal mit dem Preis für guten Wohnungsbau der Landeshauptstadt München ausgezeichnet. Eine Vielzahl seiner Bauten hat zum heutigen Stadtbild Münchens beigetragen. Große Aufmerksamkeit erregten schon seine Bauwerke für die Olympischen Spiele 1972.
Peter Lanz heiratete 1994 Ingeborg von Wrede, geborene Hamberger (* 1944).

## Wichtige Bauten
- Neubau BMW Niederlassung Berlin – Kaiserdamm (2008)
- Bürogebäude für den TÜV Süd, München (2003 bis 2008)
- Neubau Villa L., Berlin (2008)
- Großsanierung GWG Schwesternwohnheim Schwabinger Krankenhaus, München (2008)
- Umbau und Erweiterung der Eisbärenanlage im Polarium, Tierpark Hellabrunn, München (2008)
- Neubau Labor-, Büro- und Gewerbeeinheiten, Dr. Schnell Chemie, München (2007 bis 2008)
- Neubau Luxuswohnungen im Herzogpark, München (2007 bis 2008)
- Wohn- und Geschäftshaus Kurfürstenplatz, München-Schwabing (2004 bis 2007)
- Büro- u. Geschäftshaus, Athen/Griechenland (2004 bis 2007)
- Marriott-Courtyard Hotel, Berlin-Mitte (2000 bis 2004)
- Kassenärztliche Vereinigung Bayerns, Erweiterung eines bestehenden Bürogebäudes mit Tiefgarage, München (2002 bis 2004)
- Rathaus Schönefeld (2002 bis 2004)
- Mercedes-Benz Center Niederlassung München (1996 bis 2003)
- Mathäser/Herold Kino Center München (1996 bis 2003)
- Kindergarten Feldkirchen (2001 bis 2002)
- Verwaltungsgebäude der Münchener Hypothekenbank, München (1999 bis 2001)
- Ärztehaus Elsenheimerstraße, Price Waterhouse Verwaltung (1997 bis 2001)
- Büro u. Geschäftshaus, München-Zentrum, Entkernung u. Sanierung (1997 bis 2000)
- Hauptverwaltung der Allianz Versicherungen, München (1996 bis 2000)
- Grundschule Berlin Schönefeld (1995 bis 2000)
- Restaurant Baden Airpark, Rheinmünster (1998 bis 1999)
- Puchheimer Kulturzentrum PUC, Puchheim b. München (1993 bis 1999)
- Allianz VGU, Verwaltungsgebäude Unterföhring der BVB, Unterföhring (1995 bis 1998)
- TÜV-Akademie, Ausbildungszentrum für Kfz-Technik, Berlin (1996 bis 1998)
- WWK Lebensversicherungen – Hauptverwaltung, München (1995 bis 1998)
- Hotel Holiday Inn, Berlin-Schönefeld (1995)
- Verwaltungsgebäude Landesanstalt für Aufbaufinanzierung, München, Entkernung und Sanierung (1989 bis 1993)
- U-Bahnhöfe Feldmoching u. Dülferstraße, München (1990 bis 1994)
- Katholisches Hochschulzentrum, München und Freising (1988 bis 1993)
- Rechenzentrum der Bayerischen Allianz, Unterföhring (1988 bis 1993)
- Giesecke + Devrient – Wertpapierdruckerei, München (1988 bis 1993)
- TÜV München, Hauptverwaltung und Rechenzentrum (1990 bis 1993)
- Amirahaus, München, Umbau eines Geschäftshauses und Neubau einer Tiefgarage (1991 bis 1992)
- Buchgewerbehaus München-Schwabing (1989 bis 1997)
- Ärztehaus Oberbayern, München (1982 bis 1985)
- Bayerische Versicherungskammer München, Neubau eines Rechenzentrums (1982 bis 1988)
- Bayerische Versicherungskammer München, Verwaltungszentrum (1982 bis 1984)
- TÜV Bayern e. V., München, Hauptverwaltung m. Rechenzentrum, 1. Bauabschnitt (1979 bis 1983)
- Tierpark München-Hellabrunn, Gesamtplanung und Polaranlage (1972 bis 1981)
- Schulzentrum München (1972 bis 1976)
- Schulzentrum München-Fürstenried (1970 bis 1975)
- Olympia Restaurant Süd, München (1970 bis 1972)
- Ringer- u. Judohalle f. d. Olympischen Spiele (1970 bis 1972)

## Ehemalige Mitarbeiter
- Jörg Gribl[1]